# Теньга (село)
Теньга (рос. Теньга) — село Онгудайського району, Республіка Алтай Росії. Входить до складу Тельгинського сільського поселення.
Населення — 623 особи (2015 рік).